# Osnovna šola Dušana Bordona Semedela - Koper
Osnovna šola Dušana Bordona se nahaja v Semedeli v neposredni bližini Kopra. Poimenovana je po Dušanu Bordonu, slovenskemu publicistu in partizanu.
Po večletni prostorski stiski so novembra 2021 pričeli z gradnjo prizidka.